# Buire-sur-l’Ancre
Buire-sur-l’Ancre – miejscowość i gmina we Francji, w regionie Hauts-de-France, w departamencie Somma.
Według danych na rok 1990 gminę zamieszkiwały 319 osób, a gęstość zaludnienia wynosiła 60 osób/km² (wśród 2293 gmin Pikardii Buire-sur-l’Ancre plasuje się na 696. miejscu pod względem liczby ludności, natomiast pod względem powierzchni na miejscu 851.).